# Lindi
Lindi  este un oraș  în partea de sud-est a Tanzaniei. Este reședinta  regiunii Lindi.